# James Sampson
James Sampson (født 17. november 1970 i Lynwood, Californien) er en amerikansk-dansk sanger, der slog igennem da han i 2001 vandt talentkonkurrencen Stjerne for en aften på DR1. I 2002 udgav han debutalbummet James på Sony Music, der solgte 95.000 eksemplarer. Blot ni måneder senere udkom All I Want, der solgte 40.000 eksemplarer.
Sampson flyttede til Danmark i 1999 efter at have mødt sin danske kone Evy, der arbejdede som au pair.
Han deltog i 2007 i Dansk Melodi Grand Prix med "Say You Love Me", der fik en andenplads. Siden 2009 har han turneret med Bob Ricketts' orkester.
Tidligere var James musiklærer på Asgård Skole i Køge.
I 2015 deltog James Sampson i Vild med dans, hvor hans partner var Mie Moltke. James røg ud af programmet i afsnit ni, efter at havde været i om-dans mod Søs Egelind.

## Diskografi
- James (Sony/Epic, 2002)
- All I Want (Sony/Epic, 2002)
- Don't Give Up (CMC, 2004)
- The Best of Me: Past and Present (CMC, opsamling, 2007)